# Cultura kurá-araxes
La cultura kurá-araxes o cultura transcaucásica temprana fue una civilización que existió desde el 3400 a. C. hasta alrededor del 2000 a. C. La prueba más antigua de la existencia de esta cultura se encuentra en la meseta de Ararat; de aquí se difundiría hacia Georgia en torno al 3000 a. C., y durante el siguiente milenio se extendería hacia el oeste por la meseta de Erzurum, al sudoeste hacia Cilicia, y al sudoeste hacia el área por debajo de la cuenca de Urmia y el lago Van, bajando hasta las fronteras de la actual Siria. En conjunto, la cultura transcaucásica temprana, y su gran difusión, incluyó una vasta área de aproximadamente 1.000 por 500 km.
El nombre de la cultura se deriva del de los valles de los ríos Kurá y Aras. Su territorio corresponde a partes de la moderna Armenia, Georgia, Azerbaiyán y el Cáucaso. Puede haber dado origen a la cultura de Khirbet Kerak encontrada en Siria y Canaán tras la caída del Imperio acadio.

## Historia

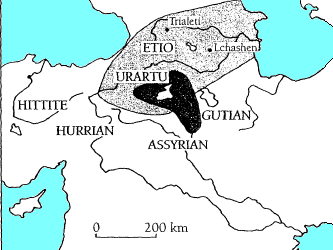
Extensión de la cultura Kurá-Araxes (en gris) en relación con otras culturas del área como la Urartu (negro).

En su primera fase el metal era escaso, pero más tarde mostraría un desarrollo metalúrgico que influenció fuertemente las regiones de alrededor.
Construían casas de ladrillos de barro, originalmente redondas, aunque más tarde se les dio un diseño cuadrado. La economía estaba basada en la agricultura y el ganado. Cultivaban grano y varios productos hortícolas, y son conocidos por haber desarrollado medios para elaborar harina. Explotaban vacas, ovejas, cabras, perros y, en sus fases tardías, caballos.
Su alfarería era distintiva. Estaba pintada de negro y rojo, con decoraciones geométricas. Se han encontrado ejemplos de ésta tan al sur como en Siria e Israel, y tan al norte como el Daguestán y Chechenia. La difusión de esta alfarería, así como la evidencia arqueológica de invasiones, sugieren que el pueblo kurá-araxes debió de extenderse fuera de su patria original, y, ante todo, que tenían abundantes contactos comerciales.
Sus objetos de metal fueron distribuidos ampliamente, habiéndose hallado en los sistemas fluviales del Volga, Dniéper y Don-Donets (al norte), en Siria y Palestina al sur y en Anatolia (al sur). La cultura está estrechamente relacionada con la aproximadamente coetánea cultura de Maikop de Transcaucasia. También cabe destacar su producción de vehículos rodados (carros y remolques).
Las prácticas inhumatorias son mixtas. Se han hallado tumbas planas, pero también sustanciales enterramientos en kurganes, los últimos de los cuales pudieron haber estado rodeados por crómlech. Esto apunta hacia una población etnolingüística heterogénea. Son probables elementos de Hurru y Urartu. También se puede argumentar que usaran un tipo de lenguaje semita primitivo, y ciertamente no es arbitrario afirmar la presencia de una temprana representación de las lenguas kartvelianas. También está presente la influencia de las lenguas indoeuropeas.
En la hipótesis armenia de los orígenes indoeuropeos, esta cultura (y quizás la de Maikop) se identifica con los hablantes de las lenguas anatolias.